# I brist på bevis
I brist på bevis är en svensk dramafilm från 1943 i regi av Ragnar Frisk. I huvudrollerna ses Arnold Sjöstrand, Birgit Tengroth och Holger Löwenadler.

## Handling
Disponent Håkan Dahlin skrivs ut från en alkoholistanstalt av professor Ahlström och börjar nästan omgående dricka sprit igen. Senare diskuterar doktor Berg och professor Ahlström alkoholistvård under en middag. Ahlström påträffas så småningom mördad och Berg blir huvudmisstänkt.

## Om filmen
Filmen spelades in 1942 i Gällivare och vid Centrumateljéerna i Stockholm. I brist på bevis hade premiär den 12 januari 1943 på biograf Royal vid Kungsgatan i Stockholm. Filmen visades första gången i SVT 1957. Filmen visades även i SVT i november 2021 samt i mars 2024.

## Rollista i urval
- Arnold Sjöstrand – doktor Gunnar Berg
- Birgit Tengroth – Inga Dahlin
- Holger Löwenadler – disponent Håkan Dahlin
- Nils Lundell – Lilja, konstnär
- Åke Grönberg – Jerker
- Gabriel Alw – professor Ahlström, överläkare
- Henrik Schildt – Alve, försvarsadvokat
- Barbro Ribbing – Elsie, flicka på fjällhotell
- Greta Liming – flicka på fjällhotell
- Maj-Britt Håkansson – Eva, flicka på fjällhotell
- Sten Lindgren – domare
- Ivar Kåge – läkare
- Artur Rolén – Karlsson, handlare
- Gunnar Sjöberg – åklagare
- Ragnar Falck – doktor Geve
- Andreas Labba – Matti, same
- Lars Petter Sunna – Nila, samepojke
- Elsa Ebbesen-Thornblad – Anna Olsson, Ahlströms hushållerska
- Astrid Bodin – Berta Fors, hennes väninna
- Millan Bolander – Ahlströms sekreterare
- Signe Lundberg-Settergren – Hulda, Dahlins hembiträde
- Arne Lindblad – Viktor, portier på fjällhotell